# 캄바르카

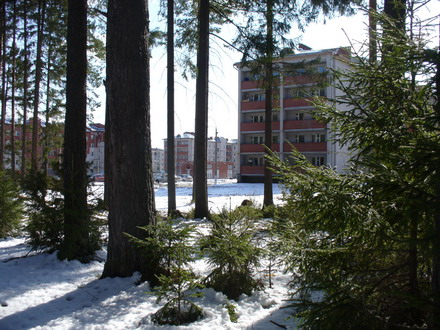

캄바르카(러시아어: Камбарка)는 러시아의 도시이고, 우드무르트 공화국의 캄바르카 군의 중심지이다. 인구는 2001년 기준으로 13,200명이다.